# 246 (szám)
A 246 (kétszáznegyvenhat) a 245 és 247 között található természetes szám.

## A matematikában
Szfenikus szám. Érinthetetlen szám: nem áll elő pozitív egész számok valódiosztóösszeg-függvényeként.
Tizennyolcszögszám.